# Eunice modesta
Eunice modesta är en ringmaskart som beskrevs av Grube 1866. Eunice modesta ingår i släktet Eunice och familjen Eunicidae. Inga underarter finns listade i Catalogue of Life.